# George Frederick Matthew
George Frederick Matthew ( * 1837-1923) fue un naturalista, paleontólogo y geólogo canadiense.
Fue un oficial del Consulado y geólogo aficionado, enriqueciendo el conocimiento a principios del siglo XX.
Se casó con Katherine Diller (1842-1923), también destacada naturalista de Canadá, teniendo dos hijas y un hijo. Ella falleció dos meses después que George.
Fue cofundador de la «Sociedad de Historia Natural de New Brunswick» (NHS) y luego conservador del Museo de Historia Natural de Nuevo Brunswick.

## Honores
En 1917 le fue concedida la medalla Murchison de la Sociedad Geológica de Londres.

## Algunas publicaciones
- 1871. On the surface geology of New Brunswick . 19 pp.
- 1882. Illustrations of the fauna of the St. John group microform. 21 pp. Trans. Royal Soc. Canada. ISBN 0-665-27383-5
- 1886. The structural features of "Discina acadica" (Hartt), of the St. John group
- 1892. On the diffusion and sequence of the Cambrian faunas
- 1893. Swedish Cambrian-Silurian Hyolithidae and Conulariidae
- 1894. Post-glacial faults at St. John, N. B.
- 1898. A paleozoic terrain beneath the Cambrian. Ann. NY Academy of Sci., v. 12, N.º 2
- 1903. On batrachian and other footprints from the Coal Measures of Joggins, N.S. Bull. Natural History Soc. New Brunswick 5: 103-108
- 1903. An attempt to classify Palaeozoic batrachian footprints. Proc.Trans. Royal Soc. Canada, 2.ª ser. 9(4): 109-121
- 1903. New genera of batrachian footprints of the Carboniferous System in eastern Canada. Canadian Record of Science 9: 99-111
- 1904. Note on the genus Hylopus of Dawson. Bull. Natural History Soc. New Brunswick 5: 247-252
- 1904. New species and a new genus of batrachian footprints of the Carboniferous System in eastern Canada. Proc. Royal Soc. of Canada, 2.ª ser. 10 (sect. iv): 77-122
- 1909. Remarkable forms of the Little River Group. Trans. Royal Society of Canada, 3.ª ser. 1909-1910, III (sect. iv): 113-133

### Libros
- loring woart Bailey, charles frederick Hartt, george drederic Matthew. 1865. Observations on the geology of southern New Brunswick: made principally during the summer of 1864. 158 pp. en línea
- 1903. Report on the Cambrian Rocks of Cape Breton. Reeditó BiblioBazaar en 2010, 285 pp. ISBN 1146435630
- La abreviatura «Matthew» se emplea para indicar a George Frederick Matthew como autoridad en la descripción y clasificación científica de los vegetales.[2]

Hay doce registros de sus identificaciones y clasificaciones de nuevas especies, las que publicaba habitualmente en: J. Linn. Soc., Bot.; Pl. Acad.; Notes Roy. Bot. Gard. Edinburgo; Not. syst.